# Campionato africano maschile under 23 di pallavolo
Il campionato africano maschile under 23 di pallavolo è una competizione pallavolistica, organizzata dalla CAVB, per squadre nazionali africane, riservata a giocatori con un'età inferiore di 23 anni.

## Edizioni
| Edizione      | Edizione      | Podio    | Podio     | Podio   |
| Anno          | Organizzatore | Campione | Seconda   | Terza   |
| ------------- | ------------- | -------- | --------- | ------- |
| 2014 Dettagli | Egitto        | Tunisia  | Egitto    | Algeria |
| 2017 Dettagli | Algeria       | Algeria  | Mauritius | -       |

## Medagliere
| Pos. | Squadra   | 1º posto | 2º posto | 3º posto | Totale |
| ---- | --------- | -------- | -------- | -------- | ------ |
| 1    | Algeria   | 1        | -        | 1        | 1      |
| 2    | Tunisia   | 1        | -        | -        | 1      |
| 3    | Egitto    | -        | 1        | -        | 1      |
| 3    | Mauritius | -        | 1        | -        | 1      |